# Flávia Castro
Flavia Castro (Porto Alegre, 15 de agosto de 1965) é uma cineasta brasileira.

## Biografia
Aos cinco anos de idade, teve que deixar o país com seus pais, exilados pelo regime militar. Morou no Chile, na Argentina, na Bélgica e na França, voltando para o Brasil em 1979, com a Anistia.
Flavia alterna seus trabalhos entre ficção e documentário. Escreveu e dirigiu  Diário de uma Busca; documentário premiado no Brasil e no exterior, dentre eles o prêmio de melhor documentário no Festival do Rio de 2010. Além disso, participou de mais de trinta festivais internacionais e foi lançado comercialmente na França e no Brasil em 2011. Como Roteirista, pesquisadora e assistente de direção, trabalhou com importantes documentaristas, como Richard Dindo (Diário do Ché na Bolívia, 1994), Philippe Grandrieux (Jogo do Bicho, 1995), Eduardo Escorel (Imagens do Estado Novo, 2015).
Flavia escreveu e dirigiu dois curtas (Ficção): Cada um com Seu Cada Qual (2006) e Matemática (2013) que faz parte do longa-metragem "A Aula Vazia", direção artística de Gael García Bernal . Foi roteirista de Nise: O Coração da Loucura (2015), de Roberto Berliner, e desenvolveu o roteiro original do longa "As Vitrines" (direção de Vicente Amorim).
O seu primeiro longa de ficção, Deslembro, teve estreia mundial na seleção oficial do Festival de Veneza 2018 (Mostra Orizzonti) e conquistou vários prêmios. O filme retrata uma adolescente que vive com a família em Paris quando a Anistia é decretada no Brasil. Flavia Castro começou a escrever o argumento de Deslembro em 2009 e finalizou o roteiro em 2017, mesmo ano em que filmou.

## Filmografia
- 2006 - Cada um com Seu Cada Qual (curta-metragem)
- 2010 - Diário de uma Busca (documentário)
- 2015 - A Aula Vazia
- 2018 - Deslembro (longa-metragem)
- 2025 - Cyclone (longa-metragem)[6]